# Ștefan Fay
Ștefan Vasile Andrei, Baron de Fay, (n. 2 iulie 1919, Seuca, România - d. 26 iunie 2009, Nisa, Franța) a fost un scriitor și genealogist francez, originar din România, care a publicat o perioadă de timp (înainte de 1973) și sub numele de Ștefan Andrei.  Este descendent al familiilor nobiliare de Fay (dinspre tată - Joseph, Baron de Fay - deputat și diplomat) și Kemény (mama - Gabriela, Contesă Kemény). La data de 31 mai 2009 i s-a conferit în România Ordinul Meritul Cultural în grad de ofițer, categoria A „pentru literatură”.

## Opere
- Noul oraș (roman, 1952)
- Spre șantier (roman, 1953)
- Împreună (povestiri, 1953)
- Pe drumuri craiovene (reportaje, 1954)
- Pe șoseaua Basarab (reportaje, 1955)
- Minerii din Valea Jiului (reportaje, 1955)
- Fata plutașului (roman, 1956)
- Acea noapte, acea zi de iarnă '33 (1973)
- La cina din noua sute șapte (1977)
- Caietele locotenentului Florian (roman, 1983)
- Moartea Baroanei (roman, 1988)
- Sokrateion sau mărturie despre om (o evocare a lui Mircea Vulcănescu, 1991)
- Bal la castel (1993; ediția a II-a, 2002)
- Caietele unui fiu risipitor (jurnal, 1994)
- Sub casca de aur a lui Mambrino (povestiri, 1997)
- Cronologia lui Ioan Kemény (caietele unui roman care nu s-a scris) (roman istoric)[2]
- Monseniorul Vladimir Ghika - Schiță de portret european, Continent 2006.